# George H. Heilmeier
George Harry Heilmeier (22 tháng 5 năm 1936 – 21 tháng 4 năm 2014) là một kĩ sư và doanh nhân người Mỹ, đã góp công lớn trong việc phát minh ra Màn hình tinh thể lỏng.

## Tiểu sử
Heilmeier, sinh ngày 22 tháng 5 năm 1936 tại Philadelphia, Pennsylvania, Hoa Kỳ. Ông học ở Đại học Pennsylvania và Đại học Princeton – nơi ông tốt nghiệp ngành Kỹ thuật Điện và Vật liệu Bán dẫn tương ứng.
George Harry Heilmeier đã nhận được nhiều giải thưởng, ông nắm giữ 15 bằng sáng chế  và là một thành viên của Viện Hàn lâm Quốc gia kỹ thuật Mỹ, các Hội đồng Khoa học Quốc phòng và Ban cố vấn Cơ quan An ninh Quốc gia. Ông làm việc hội đồng quản trị Fidelity Investments và Teletech Holdings, và Hội đồng quản trị Overseer của Trường Kỹ thuật và Khoa học ứng dụng tại Đại học Pennsylvania.